# Bizay Tesfu Redae
Bizay Tesfu Redae, né le 5 décembre 2002,,, est un coureur cycliste éthiopien.

## Biographie
En juin 2023, il se distingue en devenant champion d'Éthiopie sur route, devant les professionnels Tsgabu Grmay et Mulu Hailemichael. 

## Palmarès
- 2018
  - 2e du championnat d'Éthiopie du contre-la-montre juniors
- 2019
  -  Champion d'Afrique du contre-la-montre par équipes juniors
  -  Médaillé de bronze du championnat d'Afrique du contre-la-montre juniors
- 2023
  -  Champion d'Éthiopie sur route
  - 3e du championnat d'Éthiopie du contre-la-montre
- 2025
  - 2e du championnat d'Éthiopie sur route